# Soloviivka, Mîhailivka
Soloviivka (în ucraineană Солов`ївка) este un sat în comuna Vîsoke din raionul Mîhailivka, regiunea Zaporijjea, Ucraina.

## Demografie
Componența lingvistică a localității Soloviivka
     Ucraineană (91,96%)
     Rusă (8,04%)
Conform recensământului din 2001, majoritatea populației localității Soloviivka era vorbitoare de ucraineană (91,96%), existând în minoritate și vorbitori de rusă (8,04%).